# Fanam

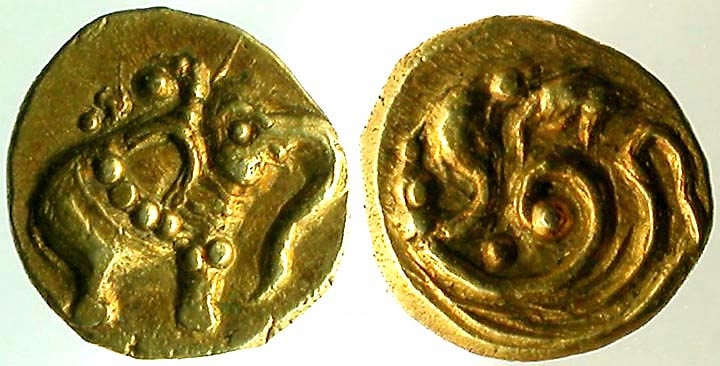
Fanam, 11. und 12. Jahrhundert

Fanam, auch Panam, ist die Bezeichnung einer Münze, die in weiten Teilen von Südindien und Ceylon/Sri Lanka verbreitet war. Der Ursprung der Münze liegt etwa im 9. Jahrhundert. Sie ist winzig und wurde in Gold geprägt. Ihr Gewicht betrug circa 0,35 g, was dem Gewicht eines Samenkorns des roten Sandelholz-Baums (tamilisch Manjadi, lateinisch Adenanthera pavonina) entspricht. 
Der Höhepunkt der Verbreitung der Münze lag etwa im 16. Jahrhundert. Seitdem wurde sie auch in Silber geprägt, teils mit Kupfer und geringem Anteil an Gold legiert. Auch die dort herrschenden europäischen Kolonialmächte wie England, Frankreich (in Pondichéry, dort Fanon genannt), die Niederlande und Dänemark (in Tranquebar, Fano bezeichnet) prägten die Münze in Silber. 
Mit der 1835 durchgeführten Vereinheitlichung des indischen Münzsystems durch die englische Kolonialverwaltung verlor der Fanam seine Bedeutung und wurde durch die Indische Rupie verdrängt. 
Bis 1946 wurden in Travancore silberne Fanams geprägt.